# Saint-Eloy
Saint-Eloy (bret. Sant-Alar) – miejscowość i gmina we Francji, w regionie Bretania, w departamencie Finistère.
Według danych na rok 1999 gminę zamieszkiwały 174 osoby, a gęstość zaludnienia wynosiła 14 osób/km² (wśród 1269 gmin Bretanii Saint-Eloy plasuje się na 1017. miejscu pod względem liczby ludności, natomiast pod względem powierzchni na miejscu 741.).